# Sergei Lwowitsch Nemtschinow
Sergei Lwowitsch Nemtschinow (russisch Сергей Львович Немчинов; * 14. Januar 1964 in Moskau, Russische SFSR) ist ein ehemaliger russischer Eishockeyspieler und derzeitiger -trainer.

## Karriere
Sergei Nemtschinow begann seine Karriere bei Krylja Sowetow Moskau und debütierte für die Herrenmannschaft während der Saison 1981/82 in der Wysschaja Liga. 1982 wechselte er zum ZSKA Moskau, mit dem er 1983, 1984 und 1985 den Eishockey-Europapokal gewann. Außerdem wurde er mit dem Armeesportklub 1984 und 1985 jeweils sowjetischer Meister. Nach diesen Erfolgen kehrte er 1985 zu Krylja Sowetow zurück, wo er bis 1991 aktiv war.
Beim NHL Entry Draft 1990 wurde er in der 12. Runde an 244. Position von den New York Rangers ausgewählt. 1991 wechselte er zu den Rangers in die National Hockey League. Weitere Stationen seiner Karriere in der NHL waren die Vancouver Canucks, New York Islanders und die New Jersey Devils. 1994 gewann er mit den New York Rangers und drei weiteren russischen Spielern – Alexander Karpowzew, Alexei Kowaljow und Sergei Subow – den Stanley Cup. Diese vier waren die ersten gebürtigen Russen, die auf dem Stanley Cup verewigt wurden. 2000 wiederholte er den Gewinn dieser Trophäe mit den New Jersey Devils. 2002 kehrte er nach Russland zurück und spielte noch zwei Saisons bei Lokomotive Jaroslawl in der russischen Superliga. In dieser Zeit belegte er mit Jaroslawl den zweiten Platz im IIHF Continental Cup 2002/03 und gewann 2003 außerdem den russischen Meistertitel.

### International
Sergei Nemtschinow begann früh in seiner Karriere, sein Heimatland international zu vertreten. 1982 gewann er die Bronzemedaille bei der Europameisterschaft der U18-Junioren, anschließend wurde er sowohl 1983, als auch 1984 Junioren-Weltmeister.
Am 9. April 1984 wurde er zum ersten Mal in die sowjetische Herren-Nationalmannschaft berufen, kam aber zunächst nur bei Freundschaftsspielen und Vorbereitungsturnieren zum Einsatz. 1987 nahm er mit der Sbornaja am Canada Cup teil, wo diese den zweiten Platz belegte. Zwischen 1989 und 1991 gewann er zwei Gold- und eine Bronzemedaille bei Weltmeisterschaften. 1990 wurde er als Verdienter Meister des Sports Russlands ausgezeichnet.
Später wurde er nach dem Zerfall der Sowjetunion Mitglied der russischen Eishockeynationalmannschaft. Seine internationale Karriere wurde mit der Silbermedaille bei den Olympischen Winterspielen 1998 gekrönt.

### Als Trainer und Funktionär
Nemtschinow gehörte von Januar 2006 bis September 2007 dem Trainerstab der russischen Nationalmannschaft, nahm mit der Sbornaja an den Olympischen Winterspielen 2006 teil und gewann mit dieser bei der Weltmeisterschaft 2007 die Bronzemedaille. Ab Juni 2007 war er zudem Cheftrainer der russischen U20-Nationalmannschaft. Bei der acht Spiele umfassenden Super Series 2007 gegen Kanada verlor sein Team sieben Partien. Anschließend führte er das Team zu zwei Bronzemedaillengewinnen bei den Junioren-Weltmeisterschaften 2008 und 2009.
Im Mai 2009 übernahm er den Posten des Cheftrainers und General Managers beim HK ZSKA Moskau und blieb in dieser Doppelfunktion bis zum Ende der Saison 2010/11. Bis 2012 behielt er den Posten des General Managers.
Zwischen Mai 2015 und November 2017 war er General Manager von Torpedo Ust-Kamenogorsk.
Für die Weltmeisterschaft 2019 der Division IA wurde er als Co-Trainer der südkoreanischen Nationalmannschaft engagiert. Anschließend wurde er in den Trainerstab der turkmenischen Eishockeynationalmannschaft aufgenommen, um diese auf die Weltmeisterschaft 2020 der Division III vorzubereiten.

## Erfolge und Auszeichnungen

### Klub-Wettbewerbe
- 1983 Gewinn des Europapokals mit dem ZSKA Moskau
- 1984 Sowjetischer Meister mit dem ZSKA Moskau
- 1984 Gewinn des Europapokals mit dem ZSKA Moskau
- 1985 Sowjetischer Meister mit dem ZSKA Moskau
- 1985 Gewinn des Europapokals mit dem ZSKA Moskau
- 1994 Stanley-Cup-Gewinn mit den New York Rangers
- 2000 Stanley-Cup-Gewinn mit den New Jersey Devils
- 2003 Zweiter Platz beim IIHF Continental Cup
- 2003 Russischer Meister mit Lokomotive Jaroslawl

### International
- 1982 Bronzemedaille bei der Europameisterschaft der U18-Junioren
- 1983 Goldmedaille bei der Junioren-Weltmeisterschaft
- 1984 Goldmedaille bei der Junioren-Weltmeisterschaft
- 1987 Zweiter Platz beim Canada Cup
- 1989 Goldmedaille bei der Weltmeisterschaft
- 1990 Goldmedaille bei der Weltmeisterschaft
- 1991 Bronzemedaille bei der Weltmeisterschaft
- 1998 Silbermedaille bei den Olympischen Winterspielen 1998

### Als Trainer
- 2007 Bronzemedaille bei der Weltmeisterschaft (als Co-Trainer)
- 2008 Bronzemedaille bei der U20-Junioren-Weltmeisterschaft
- 2009 Bronzemedaille bei der U20-Junioren-Weltmeisterschaft

## Karrierestatistik

### International
(Legende zur Spielerstatistik: Sp oder GP = absolvierte Spiele; T oder G = erzielte Tore; V oder A = erzielte Assists; Pkt oder Pts = erzielte Scorerpunkte; SM oder PIM = erhaltene Strafminuten; +/− = Plus/Minus-Bilanz; PP = erzielte Überzahltore; SH = erzielte Unterzahltore; GW = erzielte Siegtore; 1 Play-downs/Relegation; Kursiv: Statistik nicht vollständig)